# Аввакумов Олександр Андрійович
Аввакумов Олександр Андрійович  (нар. 15 вересня 1989, м. Рига, Латвія) — український актор, підприємець, волонтер, блогер, засновник мережі українських фастфудів "Котлета по-київськи"   

## Життя і кар'єра

### Ранні роки
Олександр Аввакумов народився 15 вересня 1989 року в місті Рига в Латвії. 
З самого дитинства мріяв стати актором. Ходив у музичну школу й займався спортом. 
Закінчивши школу, вступає в Інститут журналістики КНУ імені Тараса Шевченка.  
Перед стартом акторської кар'єри деякий час працював у готельній індустрії. 

### Акторська кар'єра
Починаючи з 2016 року, актор постійно грає в телевізійних серіалах, серед яких — «Реальна містика», «Черговий лікар», «Київ вдень та вночі», «Агенти справедливості», «Ментівські війни 2», «Новенька» тощо.
У 2017 році отримав запрошення зіграти головну роль у музичному відео «Тримай» української співачки Анастасії Приходько.
У 2018 року знявся в музичному кліпі відомого британського співака Calum Scott на композицію «You are the reason».
У 2022 році пройшов всеукраїнський кастинг і отримав одну з головних ролей у романтичній комедії Кохання без вагання. Через повномасштабне вторгнення росії в Україну виробництво фільма зупинилося.
У тому ж році разом з 
Ксенією Мішиною зіграв у фільмі режисера 
Антоніо Лукіча "Люксембург, Люксембург". 
Уперше фільм було продемонстровано у вересні 2022 року на Венеційському кінофестивалі. 

### Котлета по-київськи
Влітку 2022 року, заснував мережу українських фаст-фудів "Котлета по-київськи"  

Це був перший заклад в якому котлету по-київськи почали видавати у форматі "eat&go" через віконце.
Другий заклад мережі відкрився через півроку на День Києва, вже у ресторанному форматі   ,
Заклад був визнаний одним з кращих стріт-фуд форматів 2022 року 
Станом на 2024 рік, працює 4 заклади ресторанного та стріт-фуд форматів. У вересні 2024 року Олександр пішов з компанії без пояснення причин.

### Родина
З 2018 року почав зустрічатися з актрисою Кариною Гаврилюк, з якою познайомився на зйомках українського серіаліті «Київ вдень та вночі». 
У 2019 році Олександр зробив Карині пропозицію руки та серця.
Влітку 2020 року стало відомо, що пара очікує на первістка. 
Після початку повномасштабного вторгнення росії в Україну у 2022 році подружжя розлучилося.

## Фільмографія

### Музичні кліпи
- «Тримай» — Анастасія Приходько (головна роль)[16]

### Ролі в кіно
- 2017 — Київ вдень та вночі — Алекс
- 2018 — Реальна містика — Сергій
- 2018 — Черговий лікар — Роман
- 2019 — Агенти справедливості —Дмитро
- 2019 — Лікар Ковальчук (телесеріал)
- 2019 — Громада
- 2019 — Новенька — ведучий
- 2020 — МУУС — Костянтин
- 2020 — Брати по крові 2 — Олександр
- 2022 — Кохання без вагання — Едуард
- 2022 — Пісня Клаудіо — Клаудіо
- 2022 —  Люксембург, Люксембург — Олександр
- 2023 — Встигнути до 30 — Антон